# Pilopogon umbellatus
Pilopogon umbellatus là một loài Rêu trong họ Dicranaceae. Loài này được (Schwägr. & Gaudich. ex Arn.) Broth. miêu tả khoa học đầu tiên năm 1901.